# Борзов, Леонид Борисович
Леонид Борисович Борзов (21 июня 1953, Павловский Посад, Московская область — 4 ноября 1994) — советский хоккеист, нападающий. Мастер спорта СССР.

## Биография
Воспитанник «Текстильщика» Павловский Посад. Играл за «Текстильщик» (1968/69 — 1971/72), «Спартак» Москва (1972/73 — 1973/74), «Ижсталь» Ижевск (1974/75), «Кристалл» Саратов (1975/76 — 1976/77), «Динамо» Рига (1977/78), «Латвияс Берзс» (1978/79).
Скончался 4 ноября 1994 года в возрасте 41 года. Похоронен на Центральном кладбище Павловского Посада.